# Neoproterozoico
| Eón          | Era               | Inicio (millones años) |
| ------------ | ----------------- | ---------------------- |
| Fanerozoico  |                   | 538,8±0,6              |
| Proterozoico | Neoproterozoico   | 1000                   |
| Proterozoico | Mesoproterozoico  | 1600                   |
| Proterozoico | Paleoproterozoico | 2500                   |
| Arcaico      |                   | 4031±3                 |
| Hádico       | 4567              |                        |

El Neoproterozoico o era neoproterozoica, una división de la escala temporal geológica, fue la última era geológica de las tres que componen el eón Proterozoico; comenzó hace 1000 millones de años y terminó hace 541,0 ±1,0 millones de años, durando aproximadamente 459 millones de años. La nomenclatura para denominar a este período ha sido un tanto inestable. La glaciación más extensa conocida en el registro geológico se produjo durante el período Criogénico, cuando las capas de hielo posiblemente alcanzaron el ecuador y se formó una «Tierra bola de nieve».

## Subdivisiones
Esta era se divide en tres períodos: Tónico (1.000 - ~720 millones de años), Criogénico (~720 - ~635 millones de años) y Ediacárico (~635 - 541,0 ±1,0 millones de años).
| Supereón    | Eón Eonotema     | Era Eratema                | Periodo Sistema            | Inicio, en millones de años |
| ----------- | ---------------- | -------------------------- | -------------------------- | --------------------------- |
| Precámbrico | Proterozoico     | Neo- proterozoico          | Ediacárico Ediacariano     | ~635                        |
| Precámbrico | Proterozoico     | Neo- proterozoico          | Criogénico Criogeniano     | ~720                        |
| Precámbrico | Proterozoico     | Neo- proterozoico          | Tónico Toniano             | 1000                        |
| Precámbrico | Proterozoico     | Meso- proterozoico         | Esténico Steniano          | 1200                        |
| Precámbrico | Proterozoico     | Meso- proterozoico         | Ectásico Ectasiano         | 1400                        |
| Precámbrico | Proterozoico     | Meso- proterozoico         | Calímico Calymmiano        | 1600                        |
| Precámbrico | Proterozoico     | Paleo- proterozoico        | Estatérico Statheriano     | 1800                        |
| Precámbrico | Proterozoico     | Paleo- proterozoico        | Orosírico Orosiriano       | 2050                        |
| Precámbrico | Proterozoico     | Paleo- proterozoico        | Riásico Rhyaciano          | 2300                        |
| Precámbrico | Proterozoico     | Paleo- proterozoico        | Sidérico Sideriano         | 2500                        |
| Precámbrico | Arcaico Arqueano | Neoarcaico Neoarqueano     | Neoarcaico Neoarqueano     | 2800                        |
| Precámbrico | Arcaico Arqueano | Mesoarcaico Mesoarqueano   | Mesoarcaico Mesoarqueano   | 3200                        |
| Precámbrico | Arcaico Arqueano | Paleoarcaico Paleoarqueano | Paleoarcaico Paleoarqueano | 3600                        |
| Precámbrico | Arcaico Arqueano | Eoarcaico Eoarqueano       | Eoarcaico Eoarqueano       | 4031±3                      |
| Precámbrico | Hádico Hadeano   | Hádico Hadeano             | Hádico Hadeano             | 4567                        |

## Paleogeografía

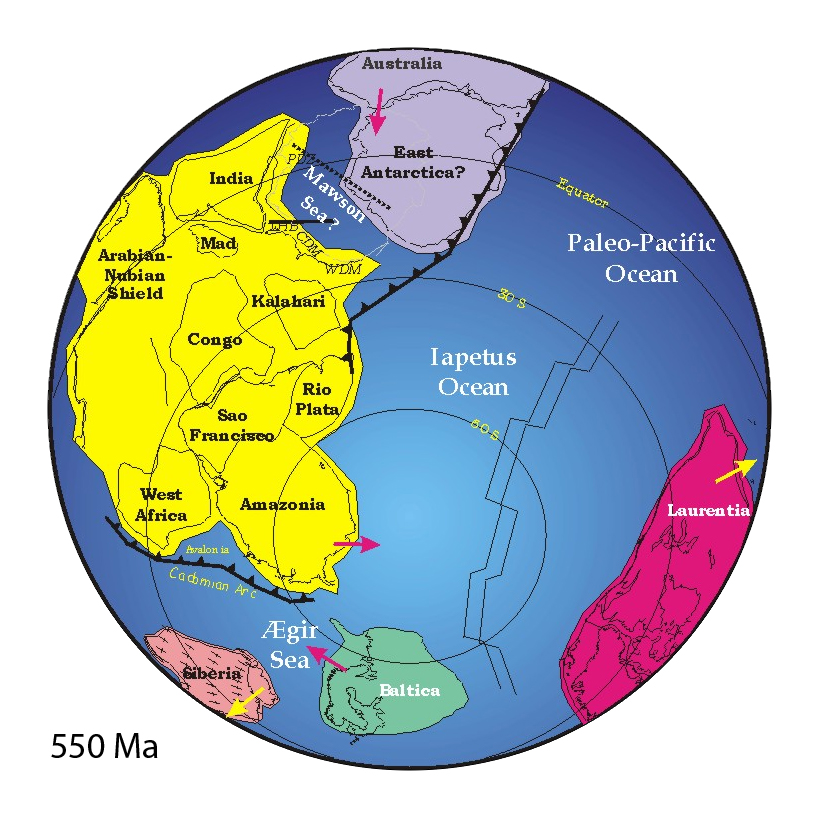
Los continentes a finales del Neoproterozoico, hace 550 millones de años.

A comienzos del Neoproterozoico nos encontramos con el supercontinente de Rodinia. A finales de esta era, Rodinia comenzó a dividirse (por apertura del océano de Pantalasa) en ocho continentes. El más grande de ellos era Laurentia (Proto-Laurasia), que fue el núcleo de Rodinia. Durante el Criogénico se desarrollaron importantes episodios glaciares: el Sturtiense y el Verangeriense, que condujeron a la primera gran extinción en masa documentada en el registro fósil. Luego estos continentes se unieron nuevamente para formar Pannotia. Apareció Gondwana bordeada por un gran arco insular donde se situaba la península ibérica. Hubo una evolución marginal de tipo andino (Orogenia Cadomiense).

## Paleobiología
La actual idea de cómo fue el Neoproterozoico es relativamente reciente (hacia 1960). Hubo una gran diversificación de los eucariotas en el Neoproterozoico inferior (Tónico). Hay presencia de acritarcos, así como de microfósiles mineralizados en forma de jarro interpretados recientemente como tecamebinos (amebas con caparazón orgánico o mineralizados) tintínidos (ciliados) o incluso con foraminíferos, representando los primeros protistas heterótrofos planctónicos que vivían como micropredadores en los ecosistemas costeros del Neoproterozoico inferior. Existen restos mineralizados que recuerdan a las algas Chrysophyta, y posiblemente se produjo la radiación de las algas Rhodophyta y las Chlorophyta.

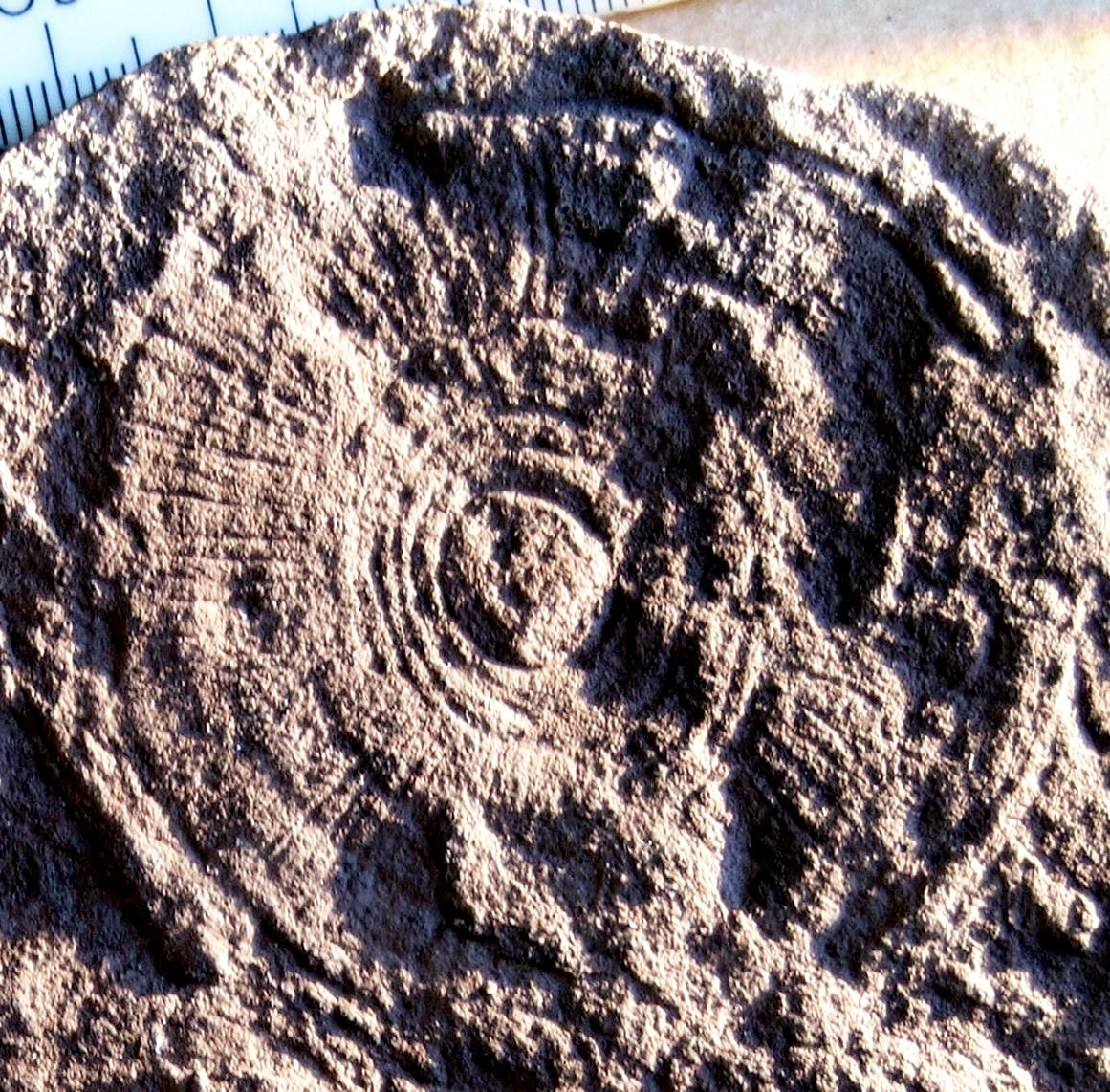
Fósil ediacárico de Cyclomedusa.

Los protistas especialmente similares a los coanoflagelados dieron origen a los primeros metazoos, animales invertebrados conocidos como la Fauna de Ediacara por haberse encontrado sus fósiles en las colinas de Ediacara, una región del sur de Australia. Estos primeros animales pluricelulares tenían cuerpo blando y aplastado y muchos tenían formas variadas y extrañas: algunos tienen un cuerpo en forma de disco, otros parecen una cinta larga; los más destacados son Spriggina, Tribrachidium, los primeros gusanos, medusas, artrópodos, etc., que dominaron los océanos evolucionando y expandiéndose. Así pues, excepto metazoos y plantas de los que no tenemos registro el resto de los grupos de organismos ya estaban presentes en el Tónico.
Cloudina aparece a finales del Ediacárico. Hay bastante consenso en pensar que se trata de un metazoo. Se opina que fue de los primeros organismos en crear esqueleto calcáreo. Otro género de la época es Namacalathus. A la vez que estos géneros hallamos unos icnofósiles que son una especie de galería que se consideran fueron hechas por organismos bilaterales (algún gusano con cierta cefalización). La posesión de celoma es importante a la hora de excavar el sedimento. Al menos 25 regiones en todo el mundo poseen fósiles metazoos anteriores al límite clásico que ha definido el Cámbrico.